# Pseudatemelia josephinae
Pseudatemelia josephinae là một loài bướm đêm thuộc họ Oecophoridae. Nó được tìm thấy ở châu Âu.
Sải cánh dài khoảng 20 mm. Con trưởng thành bay từ tháng 6 đến tháng 8 tùy theo địa điểm.
Ấu trùng ăn dead và decaying leaves.